# America Again: Re-becoming The Greatness We Never Weren't
America Again: Re-becoming The Greatness We Never Weren't (« L'Amérique à nouveau : Comment retrouver la grandeur que nous n'avons jamais perdu ») est un livre satirique écrit en 2012 par l'humoriste américain Stephen Colbert et les scénaristes du Colbert Report.

## Résumé
Colbert aborde, sous les traits de son personnage, des sujets tels que Wall Street, Obamacare, le financement des campagnes, la politique énergétique, les repas pendant une campagne électorale et la Constitution des États-Unis.